# Georg Baresch
Georg Baresch, latinisiert Georgius Barschius, tschechisch Jiří Bareš, (* wahrscheinlich zwischen 1580 und 1585 in Synkov bei Častolovice; † wahrscheinlich zwischen 1650 und 1655) war ein böhmischer Gelehrter, Alchemist und Jurist in Prag, der erste sicher dokumentierte Besitzer des Voynich-Manuskripts.
Bareschs wahrscheinliches Geburtsdatum ergibt sich aus den wenigen Nachrichten, die es von ihm gibt, insbesondere der Zeit seines Studienabschlusses und der Nachricht, das er 70 Jahre alt wurde. Er starb zwischen 1646 und 1662, wahrscheinlich zwischen 1650 und 1655. Marci schreibt in seinem Buch Philosophia vetus restituta 1662, dass er die Bibliothek von Baresch geerbt habe.
Er studierte am Jesuitenkolleg des Clementinum in Prag mit dem Bachelor in freien Künsten und Philosophie am 9. Mai 1602 und dem Magister artium am 15. Mai 1603. Ab April 1605 studierte er an der Sapienza in Rom. Wie lange er dort war, ist unbekannt, spätestens 1616 war er wieder in Prag. Er hatte anscheinend keinen Doktorgrad erworben. Ab 1624 war er als Bürger in Prag registriert. Von 1630 bis 1646 war er ein hoher Jurist am obersten burggräflichen Gericht von Prag. Er heiratete nie und taucht in den Steuerverzeichnissen von 1654 (Berni Rula) nicht auf (entweder war er schon tot oder er hatte kein zu versteuerndes Eigentum, also auch kein Haus).
Er war seit den 1620er Jahren mit dem Gelehrten Johannes Marcus Marci befreundet und hatte Interesse an Alchemie wie viele Gelehrte in Prag. Marci bescheinigte ihm in seinem Brief an Kircher 1640 großes Geschick in der Chemie.  1637 kontaktierte er das erste Mal Athanasius Kircher und übersandte ihm eine Abschrift von Seiten der Voynich-Handschrift, die damals schon in seinem Besitz war. Wahrscheinlich hatte er es aus der Bibliothek vom kaiserlichen Chemiker und Arzneilieferanten Jakub Horčický z Tepence, die nach dessen Tod 1622 an das Clementinum kam (sein Name steht auf dem Manuskript). Kircher war ein berühmter Jesuitengelehrter in Rom und bekannt als vorgeblicher Entzifferer der ägyptischen Hieroglyphen, seinen Kenntnissen in Kryptographie und seine Grammatik des Koptischen. Von ihm erhoffte sich Baresch Hinweise auf die Entzifferung der Voynich-Handschrift, die er für in Geheimschrift übertragene ägyptische Medizin hielt. Da er keine Antwort erhielt kontaktierte er Kircher erneut 1639 und 1640 über Marci, der mit Kircher befreundet war. In dem Brief schreibt Marci, dass Baresch einige der als Kopie beigelegten Zeichnungen der Handschrift verstehen würde. Er betonte dabei Bareschs Interesse an Medizin (die ablehnende Haltung von Kircher zur Alchemie im Sinne von Transmutation von Metallen oder Goldherstellung war bekannt). Aus diesen (erhaltenen) Briefen ist das meiste über Baresch bekannt. Kircher selbst gab keine Antwort (obwohl Marci weiter mit ihm korrespondierte).
Baresch befasste sich weiter erfolglos mit der Entzifferung und vermachte das Voynich-Manuskript mit anderem Nachlass bei seinem Tod seinem Freund Marci, der das Manuskript Kircher in Rom überließ, da er an dessen Entzifferung kein Interesse hatte. In einem Begleitbrief, der dem an Kircher gesandten Manuskript beigegeben war, schrieb Marci 1666, dass er von Rafael Mišovský, dem Privatlehrer von Ferdinand III. und einem Juristenkollegen von Baresch, gehört habe, dass Kaiser Rudolf II. das Manuskript seinerzeit für 600 Golddukaten gekauft habe und dass es (entweder vom Kaiser oder Mnisovsky) Roger Bacon zugeschrieben wurde.